# NGC 3011
NGC 3011 (другие обозначения — UGC 5259, KUG 0946+324, MCG 5-23-38, ZWG 152.69, MK 409, NPM1G +32.0219, PGC 28259) — линзообразная галактика (S0) в созвездии Лев.
Этот объект входит в число перечисленных в оригинальной редакции «Нового общего каталога».